# Thomas Stoltz Harvey
Thomas Stoltz Harvey (10 oktober 1918 - 5 april 2007) was een Amerikaans patholoog. 
Harvey dankt zijn bekendheid aan het feit dat hij in 1955 de autopsie verrichtte op Albert Einstein en daarna zijn hersenen bewaarde. Harvey had hiervoor waarschijnlijk geen toestemming gekregen van de nabestaanden van Einstein. De directeur van het ziekenhuis verwachtte van Harvey een rapport over het brein van de genie Einstein, maar door de beperkte kennis die men destijds nog van de menselijke hersenen had konden er geen afwijkende zaken worden ontdekt. Harvey rondde zijn rapport daarom nooit af. De controversie rondom de hersenen van Einstein kostte Harvey uiteindelijk zijn baan. 
In 1978 publiceerde de New Jersey Monthly een artikel over Einsteins hersenen, gebaseerd op een interview met Harvey. Harvey ging in 1988 met pensioen. In 1998 gaf hij de laatste onbesneden delen van Einsteins hersenen aan Elliot Kraus, die patholoog aan de Princeton-universiteit was. Hij ontdekte dat bepaalde delen van de hersenen een grotere hoeveelheid gliacellen  bevatten dan bij de gemiddelde mannelijke hersenen. 
Ter gelegenheid van de 50ste sterfdag van Einstein in 2005, gaf de toen 87-jaar oude Thomas Harvey nog een aantal interviews over het opmerkelijke verhaal van Einsteins brein. Harvey stierf op 5 april 2007 in het University Medical Center van Princeton.

## Referentie
- Dit artikel of een eerdere versie ervan is een (gedeeltelijke) vertaling van het artikel Thomas Stoltz Harvey op de Engelstalige Wikipedia, dat onder de licentie Creative Commons Naamsvermelding/Gelijk delen valt. Zie de bewerkingsgeschiedenis aldaar.